# Hypolimnas pallens
Hypolimnas pallens är en fjärilsart som beskrevs av Nire 1917. Hypolimnas pallens ingår i släktet Hypolimnas och familjen praktfjärilar. Inga underarter finns listade i Catalogue of Life.